# Zuleyka Rivera
Zuleyka Jerris Rivera Mendoza, née le 3 octobre 1987 à Cayey, est une américaine d'origine portoricaine qui fut élue Miss Univers 2006 à Los Angeles aux États-Unis à l'âge de 18 ans. 
C'est la cinquième portoricaine à avoir remporté le titre de Miss Univers. En février 2012, on apprend qu'elle est enceinte.
En janvier 2017, elle apparaît dans le clip vidéo de Luis Fonsi et de Daddy Yankee dans la chanson Despacito, succès mondial et dont le clip a été visionné près de 8,5 milliards de fois sur YouTube à date de juillet 2024.
| Miss Univers       | Zuleyka Rivera     |
| Miss Monde         | Taťána Kuchařová   |
| Miss Terre         | Hil Hernandez      |
| Miss International | Daniela di Giacomo |

## Filmographie

### Telenovelas
- 2007 : Dame chocolate : Betsy Marvel (participation spéciale)
- 2010 : Alguien te mira : Rocío Lynch Wood (participation spéciale)
- 2010-2011 : Aurora : Diana del Valle (Antagoniste)
- 2012-2013 : Rosario : Sandra Díaz (Antagoniste)
- 2013-2014 : Cosita linda : Viviana "Vivi" Robles  (Antagoniste Principale)

### Programmes télévisés
- 2014 : Bailando por un sueño : Participante, 4e éliminée
- 2015 : La Revista de Zuleyka : Présentatrice

### Films
- 2010 : Qué Despelote! La Película
- 2013 : Runner Runner

### Clip Vidéo
- 2017 : Despacito (Luis Fonsi ft. Daddy Yankee)